# 流徽榭
流徽榭又名水榭，位于中国江苏省南京市玄武区钟山风景区内中山陵通往灵谷寺的公路南侧，为中山陵附属纪念性建筑。陵园在中山陵以东的二道沟筑坝蓄水，形成人工湖流徽湖，湖边种植柳树、桃树。中央陆军军官学校捐款1.1万元，在湖的西岸建造水榭，建筑师为顾文钰，采用钢筋混凝土结构，1932年冬建成。建筑三面临水，惟西面以石阶与湖岸相连，平面呈长方形，长13米，宽9米，柱子漆为蓝色，卷棚顶上覆以白色仿琉璃瓦，檐下悬有徐向前于1985年6月所题匾额。